# Het jaar van Fortuyn
Het jaar van Fortuyn is een Nederlandse dramaserie, gemaakt door productiehuis Hollands Licht en uitgezonden door AVROTROS. De serie is een gedramatiseerde versie van de gebeurtenissen tussen het voorjaar van 2001 en 2002 en de verkiezingsstrijd tussen Pim Fortuyn en Ad Melkert, in de aanloop naar de Tweede Kamerverkiezingen 2002 en de moord op Pim Fortuyn. De serie werd in maart 2022 gepubliceerd op NPO Plus. De eerste aflevering werd op televisie uitgezonden op 25 maart 2022. De eerste aflevering op televisie trok 991 duizend kijkers en werd daarmee het op vijf na best bekeken programma van die avond. De serie werd in 2022 genomineerd voor de Zilveren Nipkowschijf.

## Productie
Het plan voor het maken van de serie ontstond in 2018. Schrijvers Pieter Bart Korthuis en Nathan Vecht zagen in de Brexit en de verkiezing van Donald Trump tot Amerikaanse president politieke aardverschuivingen, en beschouwden de periode in Nederland kort na de aanslagen op 11 september 2001 als een "voorbode voor de rest van de wereld". De makers wilden een serie maken over de opkomst van het populisme. Ze lieten zich inspireren door de Amerikaanse regisseur  Adam McKay, met name de manier waarop deze waargebeurde en complexe geschiedenissen in beeld bracht, zoals het leven van Amerikaanse politicus Dick Cheney in Vice en de financiële crisis in The Big Short.
Aanvankelijk ging het scenario alleen over het leven van Fortuyn. Regisseur Michiel van Jaarsveld, die mede aan de wieg van de serie stond, stelde voor om er een strijd tussen Fortuyn en Melkert van te maken.
De opnames gingen van start in april 2021 en werden onder andere gemaakt in Haarlem, Leiden, Rijswijk en Den Haag.

## Inhoud

### Aflevering 1: Geen wolkje aan de lucht
Het verhaal begint in het voorjaar van 2001. Nederland heeft met Kabinet-Kok II voor de tweede keer een paars kabinet. Als opvolger van minister-president Wim Kok is Ad Melkert naar voren geschoven. Melkert ziet sluimerende onvrede in de maatschappij, maar mag daar van Kok en Dick Benschop in de campagne te weinig op inzetten omdat het kritiek op gevoerd PvdA-beleid impliceert. Pim Fortuyn ageert ondertussen als spreker en columnist tegen de paarse politiek van het bewind. Kay van de Linde, campagneleider van Leefbaar Nederland, ziet in hem een aansprekende lijsttrekker voor de jonge partij, en nodigt hem uit voor een gesprek met Jan Nagel. Fortuyn ziet er echter aanvankelijk niets in om met de partij samen te werken. De aanslagen op 11 september 2001 zorgen voor een gespannen sfeer in Nederland, en er wordt op Fortuyn ingepraat om toch politiek actief te worden. Hij besluit zich alsnog bij Leefbaar Nederland aan te sluiten en wordt door de leden in het najaar van 2001 met een ruime meerderheid verkozen tot lijsttrekker.

### Aflevering 2: Ik zeg wat ik denk
Uit onvrede over de aanpak van lokale problemen wordt in Rotterdam eind 2001 de partij Leefbaar Rotterdam opgericht. Geschiedenisleraar Ronald Sørensen is aanvankelijk lijsttrekker, maar weet Fortuyn aan de partij te binden wanneer hij zich realiseert dat deze een veel betere spreker is, en daarom de kiezer beter zal weten te bereiken.
Melkert kijkt op Fortuyn neer en schoffeert hem in het bijzijn van Jan Peter Balkenende, de nieuwe lijsttrekker van het CDA. Fortuyn en Balkenende blijken elkaar te kennen van de universiteit.
Een journalist van de Volkskrant interviewt Fortuyn. In het artikel dat de volgende dag in de krant verschijnt, zijn zijn uitspraken echter uit hun verband gerukt en wordt Fortuyn neergezet als racist. Leefbaar Nederland ontvangt hierop bedreigingen en opzeggingen. Het leidt tot de Nacht van Fortuyn, waarin deze geschorst wordt door het partijbestuur.

### Aflevering 3: De gewone man
Na de breuk met Leefbaar Nederland richt Fortuyn een eigen landelijke partij op; de Lijst Pim Fortuyn. Terwijl hij tevens lijsttrekker is van Leefbaar Rotterdam, en in die hoedanigheid toeleeft naar de gemeenteraadsverkiezingen 2002, moet hij voor zijn nieuwe landelijke partij in zeer korte tijd op zoek naar kandidaten om de kieslijst mee op te vullen, een kantoor en geldschieters. Het lukt om 30 kandidaten te vinden, al lijkt niet iedere kandidaat even competent. Ondertussen moet Melkert de keus van het Kabinet-Kok II verdedigen omtrent de aanschaf van 85 JSF-straaljagers, maar besluit daar een dag voor de gemeenteraadsverkiezingen tegenin te gaan.  
De gemeenteraadsverkiezingen, de opmaat naar de Tweede Kamerverkiezingen van twee maanden later, verloopt desastreus voor de Partij van de Arbeid. Fortuyn weet met Leefbaar Rotterdam in zijn eigen stad echter een derde van de stemmen binnen te halen. Op de avond waarop de uitslagen binnendruppelen, is er een lijsttrekkersdebat gepland met Balkenende (CDA), Rosenmöller (Groen Links), Dijkstal (VVD), Fortuyn (LPF), De Graaf (D66) en Melkert vanuit Amersfoort, onder leiding van Paul Witteman, dat live zal worden uitgezonden. Melkert, zichtbaar gepikeerd over de verkiezingsuitslag en het feit dat het debat al is begonnen wanneer hij eindelijk in Amersfoort arriveert, maakt een goede indruk op Wim Kok die het debat via de radio volgt, maar niet op iedereen die het debat op televisie ziet.  

### Aflevering 4: There is no business like showbusiness
Fortuyn weet een deel van de kiezers weer voor politiek te interesseren, dat lange tijd niet meer in politiek geïnteresseerd was. Hij presenteert het verkiezingsprogramma van de LPF in boekvorm, De puinhopen van acht jaar Paars. Bij de presentatie ervan krijgt hij taarten gevuld met viezigheid in zijn gezicht. In een debat dat volgt bij 2Vandaag wordt hij door zijn collega-politici verbaal aangevallen, en na afloop achtervolgd door journalist Wouke van Scherrenburg. Verder wordt hij in de internationale pers neergezet als extreemrechts, en de Nederlandse Haider of Le Pen. Na een mislukte poging om de internationale pers op andere gedachten te brengen, ontwikkelt zich bij Fortuyn het idee dat hij gedemoniseerd wordt; dat journalisten hem enkel onderuit willen halen, en dat zijn collega-politici hem niet serieus nemen. Hij zoekt naar een podium dat het publiek meer aanspreekt dan zes belegen mensen aan een tafel, en waar hij de kans krijgt zijn eigen ideeën uit te spreken. Hij laat zich inspireren door de flair waarmee Silvio Berlusconi zijn politieke ideeën op televisie omkleedt, en heeft interviews met Ivo Niehe bij de TROS en Robert Jensen op Yorin.
Ondertussen ziet men bij de PvdA dat de eigen partij zakt in de peilingen. Oud-campagneleider Jan van Ingen Schenau, destijds succesvol als campagneleider bij Wim Kok, wordt ingevlogen om Jaques Monasch te vervangen in de campagne. Hem wordt aanvankelijk gesuggereerd om ook de mens áchter de politicus te laten zien, en over zijn hobby's te praten bij een commerciële televisiezender, wil Melkert daar aanvankelijk niet aan meedoen. Hij besluit in plaats daarvan het boek van Fortuyn te lezen, om inhoudelijk met Fortuyn over programmapunten te kunnen debatteren. Dat debat verloopt soepel voor Melkert, maar beïnvloedt de peilingen niet. Wanneer Melkert tijdens een boottochtje in de paasvakantie door twee brutale types niet wordt herkend, besluit hij dat het meedoen aan het verkiezingsdebat bij de Soundmixshow toch een goed idee is. 

### Aflevering 5: Democratie
In de aanloop naar de Tweede Kamerverkiezingen van 2002 wordt Pim Fortuyn doodgeschoten bĳ het verlaten van het Audiocentrum op het Media Park in Hilversum.

## Kijkcijfers
| Nr. | Aflevering                             | Datum         | Kijkcijfers NL (lineair) | Kijkcijfers NL (streams) |
| --- | -------------------------------------- | ------------- | ------------------------ | ------------------------ |
| 1   | Geen wolkje aan de lucht               | 25 maart 2022 | 991.000                  | 240.417                  |
| 2   | Ik zeg wat ik denk                     | 01 april 2022 | 800.000                  | 165.497                  |
| 3   | De gewone man                          | 08 april 2022 | 690.000                  | 123.260                  |
| 4   | There is no business like showbusiness | 15 april 2022 | 696.000                  |                          |
| 5   | Democratie                             | 22 april 2022 | 678.000                  |                          |

## Rolverdeling

### Geïntroduceerd
Verschillende personages met hoofd- en bijrollen in de serie worden geïntroduceerd met hun naam en een korte omschrijving.
| Acteur                | Rol                     | Omschrijving bij introductie                    | Opmerking                                                                            |
| --------------------- | ----------------------- | ----------------------------------------------- | ------------------------------------------------------------------------------------ |
| Fedja van Huêt        | Mat Herben              | Redacteur personeelsblad koninklijke luchtmacht | Verteller, doorbreekt in de serie de vierde wand en reflecteert op de gebeurtenissen |
| Jeroen Spitzenberger  | Pim Fortuyn             | Columnist / spreker                             | Hoofdpersoon                                                                         |
| Ramsey Nasr           | Ad Melkert              | Lijsttrekker Partij van de Arbeid               | Hoofdpersoon                                                                         |
| Jeroen de Man         | Albert de Booij         | Manager Fortuyn                                 | Bevriend met Fortuyn                                                                 |
| Thijs Römer           | Kay van de Linde        | Spindoctor                                      | Leefbaar Nederland                                                                   |
| Dick van den Toorn    | Jan Nagel               | Voorzitter Leefbaar Nederland                   | Leefbaar Nederland                                                                   |
| Carly Wijs            | Gerdi Verbeet           | Politiek assistent                              | PvdA, rechterhand van Melkert                                                        |
| Alex Hendrickx        | Hans Anker              | Campagnestrateeg                                | PvdA                                                                                 |
| Teun Luijkx           | Jacques Monasch         | Campagnemanager PvdA                            | PvdA, wordt door Melkert gevraagd als campagnemanager                                |
| Jaap Spijkers         | Wim Kok                 | Minister-president                              | PvdA                                                                                 |
| Tijn Docter           | Dick Benschop           | Campagneleider                                  | PvdA, op de hand van Wim Kok                                                         |
| Betty Schuurman       | Jeltje van Nieuwenhoven | Voorzitter Tweede Kamer                         | PvdA, wordt door Melkert gevraagd in zijn campagneteam                               |
| Olinda Larralde Ortiz | Monica Melkert-León     | Beeldend kunstenaar                             | Echtgenote van Melkert                                                               |
| Frank Lammers         | Peter Langendam         | Ondernemer                                      | Bevriend met Fortuyn                                                                 |
| Jorrit Ruijs          | Herman Dikkers          | Butler                                          | Persoonlijk assistent van Fortuyn                                                    |
| Bas Keijzer           | Ronald Sørensen         | Docent geschiedenis                             | Oprichter Leefbaar Rotterdam                                                         |
| Arnoud Bos            | Jan Peter Balkenende    | Lijsttrekker CDA                                |                                                                                      |
| Iwan Walhain          | Frits Zwanenberg        | Ondernemer                                      | Geldschieter Lijst Pim Fortuyn, tevens huisjesmelker                                 |
| Ronald Top            | Frans Timmermans        | Tweede Kamerlid PvdA                            | PvdA, fel tegenstander van de Joint Strike Fighter                                   |
| Kees Hulst            | Jan van Ingen Schenau   | Oud-campagneleider PvdA                         | PvdA, nieuwe campagnemanager, vervangt Jacques Monasch                               |
| Bart Harder           | Volkert van der Graaf   | Milieuactivist                                  |                                                                                      |

### Overig
Verschillende andere personages met kleine bijrollen worden in de serie niet met naam en omschrijving geïntroduceerd.
| Acteur               | Rol                       | Beschrijving |
| -------------------- | ------------------------- | --- |
| Madelief Gomes       | Eva                       | Een van beide dochters van Melkert                                                                                  |
| Pitou Gomes          | Anna                      | Een van beide dochters van Melkert                                                                                  |
| Chiem Vreeken        | Marcel                    | Chauffeur van Melkert, voorheen PvdA-stemmer, maar raakt teleurgesteld in het beleid van de PvdA                    |
| Fatma Genc           |                           | Secretaresse |
| Sem van Butselaar    | Pim Fortuyn               | Jonge Pim Fortuyn, duikt op in een herinnering van Fortuyn                                                          |
| Mike Reus            | Hein Fortuyn              | Vader van Fortuyn, duikt op in een herinnering van Fortuyn                                                          |
| Barbara Pouwels      |                           | Moeder van Fortuyn, duikt op in een herinnering van Fortuyn                                                         |
| Erik Brey            |                           | Vertegenwoordiger van de Erasmus Universiteit Rotterdam, duikt op in een herinnering van Fortuyn                    |
| Thomas Kuipers       |                           | |
| Luuk Weers           |                           | |
| Leendert de Ridder   | Arie Versluis             | Grote liefde, duikt op in een herinnering van Fortuyn                                                               |
| Kaltoum Boufangacha  |                           | |
| Noah Blindenburg     |                           | Verslaggeefster, interviewt Fortuyn onder meer vlak voor het taartgooi-incident                                     |
| Niek Barendsen       | Harry Mens                | Bevriend met Fortuyn                                                                                                |
| Carolien Spoor       | Mirella                   | Medewerkster van Leefbaar Nederland                                                                                 |
| Jenny Hsia           |                           | Serveerster in een chinees restaurant. Wordt door Fortuyn berispt over de kwaliteit van een geserveerde loempia     |
| Nhung Dam            | Barbara van Dam           | Lid campagneteam PvdA. Voert imago-onderzoeken uit en houdt telefonische enquetes                                   |
| Malou Gorter         | Wouke van Scherrenburg    | Verslaggeefster NOS. Volgt Fortuyn op de voet en is opdringerig na het lijsttrekkersdebat op 21 maart in Rotterdam. |
| Ergun Simsek         |                           | Turkse taxichauffeur, spreekt zijn bewondering uit tegen Fortuyn wanneer deze zich in zijn taxi bevindt             |
| Frieda Barnhard      |                           | Journalist de Volkskrant                                                                                            |
| Aaron Bezemer        |                           | Puber in de klas van geschiedenisleraar Ronald Sørensen                                                             |
| Jay Pothof           |                           | Puber in de klas van geschiedenisleraar Ronald Sørensen                                                             |
| Nanette Edens        |                           | |
| Thomas Kuipers       |                           | |
| Xander Straat        |                           | |
| Jasper Boeke         |                           | Journalist de Volkskrant                                                                                            |
| Karim Ouajdedrat     | Oussama                   | Leergierige puber in de klas van geschiedenisleraar Ronald Sørensen                                                 |
| Yasmine Erramach     | Suraya                    | Opstandige puber in de klas van geschiedenisleraar Ronald Sørensen                                                  |
| Bodil de la Parra    |                           | |
| Berry van den Bos    |                           | Beheerder van de krantenuitdeelpost                                                                                 |
| Zjon Smaal           |                           | |
| Denzel Goudmijn      | João Varela               | Kandidaat-Kamerlid voor de LPF                                                                                      |
| Jeroen Rienks        | Hans Smolders             | Chauffeur van Fortuyn op 6 mei 2002                                                                                 |
| Menno van Beekum     |                           | Vader van Melkert, en dorpskapper                                                                                   |
| Annelies van der Bie |                           | Moeder van Marcel, de chauffeur van Melkert, woont in een verpauperd woonhuis in Spangen                            |
| Simone Giel          | Irena Arkesteijn-Pantelic | Voormalig Miss Nederland, kandidaat-Kamerlid voor de LPF                                                            |
| Kaatje Kooij         |                           | Journalist |
| Stijn Kosterman      |                           | Junk |
| Lykele Muus          | Paul Witteman             | Gespreksleider bij het lijsttrekkersdebat na de gemeenteraadsverkiezingen                                           |
| Esteban van der Wolf |                           | Journalist |
| René Retèl           | Ferry Hoogendijk          | Voormalig hoofdredacteur van Elsevier, kandidaat-Kamerlid voor de LPF                                               |
| Marie Groothof       |                           | Secretaresse |
| Thijs Miedema        |                           | |
| Marlies Heuer        |                           | Lerares van wie Fortuyn in zijn jeugd Engelse les kreeg                                                             |
| Hans Breetveld       | Ton                       | Echtgenoot van Marja, buurman van Volkert, en sympathisant van Fortuyn                                              |
| William Sutton       | John Simpson              | Verslaggever BBC |
| Jeske van de Staak   |                           | Vrouw in een bootje, wordt met haar man door Melkert aangesproken op onaangepast gedrag                             |
| Vincent Linthorst    |                           | (Robert Jensen?) |
| Sara Luna Zoric      | Pauline                   | Taartgooiende links-extremist, grijpt in een droom ook naar een wapen                                               |
| Rian Gerritsen       | Marja                     | Echtgenote van Ton, buurvrouw van Volkert, en sympathisant van Fortuyn                                              |
| Boyd Grund           |                           | Man in een bootje, wordt met zijn vrouw door Melkert aangesproken op onaangepast gedrag                             |
| Tessa Stephenson     |                           | |
| Saskia Rinsma        |                           | |
| Vastert van Aardenne |                           | (Ivo Niehe?) |
| Eric van der Velden  |                           | Taxichauffeur |
| Karin van As         |                           | Journalist AD |
| Kevin Hassing        | Ruud de Wild              | Dj Radio 3 bij Fortuyns laatste interview                                                                           |
| Martijn Oversteegen  | Marten Fortuyn            | Broer van Fortuyn, woordvoerder namens de familie van Fortuyn na diens overlijden                                   |
| Arjan Gebraad        |                           | Beveiliger koloniën                                                                                                 |

## Gebruikte filmfragmenten
Bij het schrijven van het script hebben de makers zich onder meer laten inspireren door bestaande filmfragmenten: 
- Aflevering 1: Speech Fortuyn, 25 november 2001 op partijbijeenkomst Leefbaar Nederland, nadat hij is gekozen als lijsttrekker
- Aflevering 2: Speech Melkert, 9 februari 2002 op partijbijeenkomst PvdA; naar aanleiding van het Volkskrantinterview met Pim Fortuyn
- Aflevering 2: Opnames Nacht van Fortuyn, 9 februari 2002 op crisisoverleg Leefbaar Nederland; naar aanleiding van het Volkskrantinterview[23]
- Aflevering 3: Nachtelijk lijsttrekkersdebat, 6 maart 2002 met Paul Witteman bij de NOS[24]
- Aflevering 4: Bekogeling met taart bij boekpresentatie, 14 maart 2002[25]
- Aflevering 4: Debat Erasmus Universiteit Rotterdam, 2Vandaag, 21 maart 2002[26], met aansluitend het citaat richting Van Scherrenburg, “Ga lekker naar huis, koken, veel beter”[27]
- Aflevering 4: Interview Fortuyn bij Jensen!, 22 maart 2002[28]
- Aflevering 4: Soundmixshow Lijsttrekkersdebat, 27 april 2002, geleid door Frits Wester[29][30]
- Aflevering 4: Interview TROS TV Show met Ivo Niehe, vanuit Provesano, uitgezonden op 3 mei 2002[31][32]

## Ontvangst
De eerste aflevering op televisie trok 991 duizend kijkers. Het werd daarmee het op vijf na best bekeken programma van die avond. Met 21% marktaandeel was het de meest bekeken tv-uitzending op dat tijdstip. Bij het uitgesteld kijken was de eerste aflevering het op één na best gestreamde programma op de Nederlandse televisie in week 12 van 2022 en moest het alleen Boer zoekt Vrouw voor zich dulden. Het NRC betitelde de serie als "[slechts] drama en vermaak" en bekritiseerde het feit dat verschillende details niet overeenkwamen met de werkelijkheid. Columnist Ephimenco bestempelde de serie in Trouw als politiek correcte geschiedvervalsing. Het Vlaamse tijdschrift HUMO was milder, maar vond wel dat de serie een vertekend beeld gaf van de politieke situatie toentertijd, omdat andere politieke stromingen dan die van Melkert en Fortuyn buiten beschouwing waren gelaten. De Volkskrant noemde de serie daarentegen "een van de beste Nederlandse series van de afgelopen jaren" en gaf de serie vijf sterren. Verder werd er in meerdere media aangegeven dat men bang was voor een Koefnoen-effect, verwijzend naar de makers van Koefnoen, Paul Groot en Owen Schumacher. Beide cabaretiers persifleerden in de periode 2001/2002 in het tv-programma Kopspijkers verschillende personen die ook in de serie Het jaar van Fortuyn voorkomen. Kopspijkers was in die periode mateloos populair, waardoor de persiflages van toen na 20 jaar bij veel kijkers nog vers in het geheugen lagen.
Volgens Harry Mens en het online tijdschrift EWMagazine leek de serie op basis van de eerste aflevering vooral een poging tot rehabilitatie van Ad Melkert. Arendo Joustra, hoofdredacteur van Elsevier Weekblad, zei bij WNL op Zondag dat Melkert beter gespeeld werd dan Fortuyn, "maar in werkelijkheid was het natuurlijk andersom".
Hans Smolders, de voormalig chauffeur van Fortuyn, hield vooraf zijn hart vast over hoe Fortuyn zou worden neergezet. Hij zag de serie echter met belangstelling tegemoet. Mat Herben, die vooraf tegen het Algemeen Dagblad te kennen had gegeven dat hij de serie niet zou gaan kijken omdat hij verwachtte dat de serie ver beneden de waarheid zou zijn, keek op advies van zijn omgeving toch en stelde zijn vooroordeel in positieve zin bij.